# Neotridactylus politus
Neotridactylus politus is een rechtvleugelig insect uit de familie Tridactylidae. De wetenschappelijke naam van deze soort is voor het eerst geldig gepubliceerd in 1916 door Lawrence Bruner.